# Willys-Overland Jeepster
El Willys-Overland Jeepster fue un automóvil deportivo utilitario vendido bajo la marca estadounidense Jeep. El Jeepster original, presentado por Willys-Overland en 1948, no consiguió encontrar cuota de mercado y fue dejado de producir rápidamente. El nombre fue revivido hacia 1966 con un nuevo modelo, el C-101 Jeepster Commando. Otra vez, las ventas no alcanzaron las expectativas, y AMC (sucessora de Willys-Overland) retiró de producción el modelo en 1972 y se dejó de vender en 1973.
Motores:
- 1948-1950 - Willys L134 4 cil. en línea — 134.1 in³ (2,197cm³)[1]
- 1949-1950 - Willys L148 6 cil. en línea —148.5 in³ (2,433 cm³)[1]
- 1950 - Willys F134  4 cil. en línea —134.2 in³ (2,199 cm³)[1]
- 1950 - Willys  L161  6 cil. en línea —161 in³ (2,638 cm³)[1]

## Antecedentes

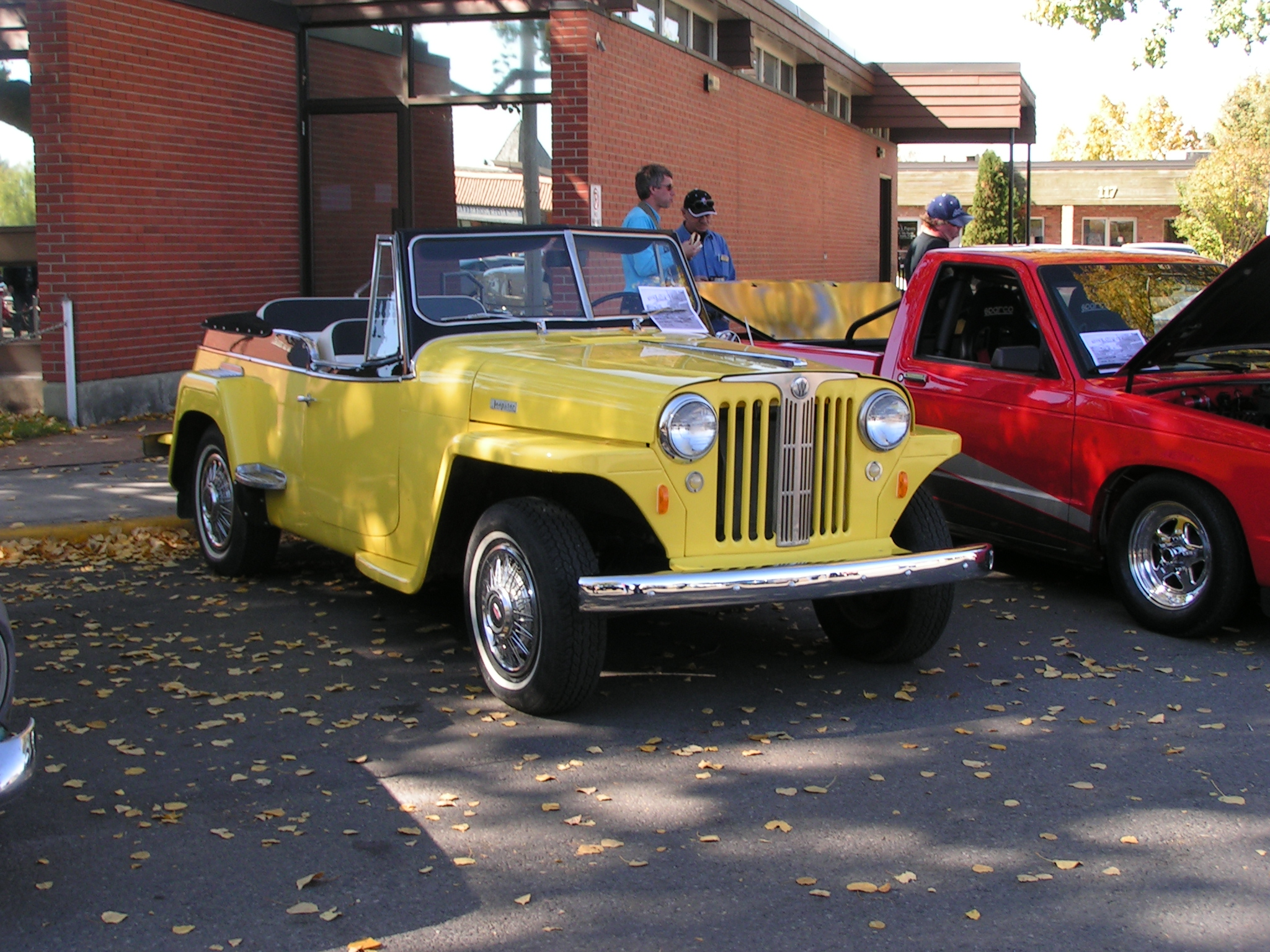
1948 Willys Jeepster

Después de la Segunda Guerra Mundial, el titular de la marca Jeep, Willys, creyó que el mercado para el Jeep de tipo militar se limitaría a los agricultores y forestales, por lo que comenzó a producir el «CJ» (o jeep civil) para cubrir este segmento en crecimiento. Willys luego comenzó a producir el nuevo Jeep Rural (Willys Jeep Station Wagon) en 1946, y luego la camioneta Jeep en 1947 (Willys Jeep Truck).
Al darse cuenta de una brecha en su línea de productos, Willys desarrolla el Jeepster para cruzar entre sus camionetas tipo «utilitarios», para el mercado de automóviles de pasajeros. En el proceso, el fabricante de automóviles desarrolla el Jeepster ", uno de los más atrevidos diseños de automóviles de Estados Unidos después de la guerra.
Willys-Overland carecía de la maquinaria para formar guardabarros de embutición profunda o formas complicadas, por lo que el vehículo tuvo que usar un diseño simple y lados planos.  El diseñador industrial Brooks Stevens diseñó una línea de vehículos de la posguerra para Willys utilizando una plataforma común que incluye la rural y camioneta Jeep, así como un coche abierto deportivo de dos puertas que se concibe como un coche deportivo para los veteranos de la Segunda Guerra Mundial.